# Josep Balsells Samora
Josep Balsells Samora (Reus, 27 de febrer de 1907 - 1986) va ser un metge i cirurgià català.
Era fill de Josep Balsells Bofarull, comerciant de Reus I de Josepa Samora Robert, també de Reus. Es va llicenciar en medicina per la Universitat de Barcelona l'any 1931 i es va especialitzar en cirurgia. Establert a Reus l'any 1932, el 1934 va entrar a la plantilla de metges de l'Hospital de Sant Joan. Durant la guerra civil va servir com a metge a l'Exercit Republicà. Va ser un dels cirurgians més prestigiosos en la postguerra. Amb pocs mitjans tècnics i els primitius sistemes d'anestèsia, va implantar tècniques quirúrgiques innovadores, amb la col·laboració del doctor Sabater, pel tractament de les tuberculosis pulmonars i òssies. Col·laborador de l'Hemeroteca Mèdica, va publicar diversos articles professionals a la revista d'aquesta entitat, Acta Clínica. Va ser Cap de cirurgia a l'Hospital de Sant Joan i en va ser director de l'any 1966 al 1972. Va organitzar els serveis mèdics d'una important mútua d'accidents de treball reusenca, la Reddis, on, a més dels tractaments de curació, va organitzar un sistema d'integració dels pacients altre cop a la societat.
Va publicar una història de l'Hospital de Reus: El Hospital de San Juan de Reus: ayer, hoy y mañana. Reus: Gráficas Aluja, 1971. L'any 1975 l'Ajuntament de Reus li va concedir la Medalla d'Argent de la ciutat.